# Bloomberg Terminal
Das Bloomberg Terminal ist ein Computersoftwaresystem des Finanzdatenanbieters Bloomberg L.P. Dies ermöglicht Fachleuten aus dem Finanzdienstleistungssektor und anderen Branchen den Zugriff auf den Bloomberg Professional-Dienst, über den Benutzer Echtzeit-Finanzmarktdaten überwachen und analysieren und Transaktionen auf der elektronischen Handelsplattform platzieren können.

## Geschichte
Die erste Version des Terminals wurde im Dezember 1981 veröffentlicht, noch vor Beginn der PC-Ära. Es wurde vom Geschäftsmann Michael Bloomberg entwickelt. Das System bietet auch Nachrichten, Preisangaben und Nachrichtenübermittlung über sein proprietäres sicheres Netzwerk. Es ist in der Finanzwelt für seine schwarze Oberfläche bekannt, die nicht für die Benutzererfahrung optimiert ist, sondern zu einem erkennbaren Merkmal des Dienstes geworden ist. Das System wurde 325.000 mal verkauft. Als Erweiterung für mobile/internetfähige Geräte wird Bloomberg Anywhere beworben.

## Preis
Das Terminal und sein Service werden als teuerster Service im Finanzmarkt angesehen. Das Terminal kostet im Jahr 30.000 US-Dollar, bzw. wenn zwei oder mehr Terminal genutzt werden 26.580 Dollar.

## Tastatur
Am Anfang wurde das System als reines Terminal konzipiert, diesen Namen hat die Hardware behalten. Der wichtigste Teil war eine speziell angepasste und von Hand zusammengesetzte Tastatur. Die Tastatur hat sich im Lauf der Zeit an PC-Tastaturen angenähert. Der größte Unterschied sind die bunten und mit speziellen Funktionen belegten Tasten.

## Alternativen/Mitbewerber
Eine Alternative ist Thomson Reuters Eikon, welches als günstiger beworben wird.